# フユラブ
「フユラブ」（ふゆらぶ）は、日本の音楽ユニットJulietの楽曲である。彼女らの2枚目のシングルとして2009年10月7日に発売された。

## 収録曲
1. フユラブ
  - 作詞：Maiko／作曲：イワツボコーダイ
  - オゾンネットワーク「SBY」テーマソング
2. クリスマス★ベル〜ギャルSide〜
  - 作詞：Maiko／作曲：MJ